# Hopp (gymnastik)

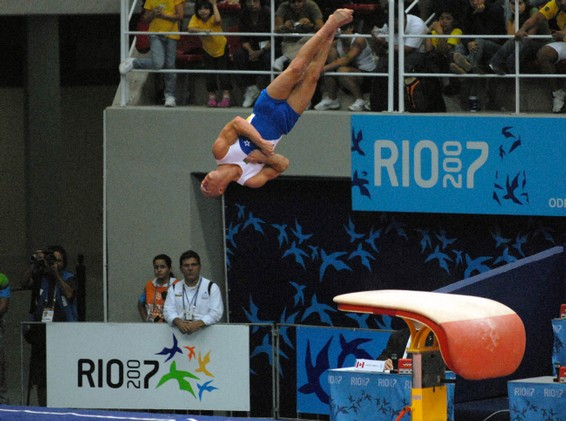
Hopp över ett hoppbord

Hopp är en gymnastikgren som ingår i både den manliga och kvinnliga artistiska gymnastiken. 
Grenen går i korthet ut på att gymnasten springer fram mot en språngbräda och gör ett hopp över ett hoppbord. Domarna sätter poäng beroende på hur väl hoppet utförs samt hoppets svårighetsgrad. Hopp är förmodligen den gren som är svårast att bedöma då det går så fort, gymnasten är klar på drygt 1 sekund. Själva ansatsen bedöms inte utan det är först när gymnasten berör språngbrädan som bedömningen startar. 
Alla hopp har olika svårigheter och rent generellt gäller att ju fler skruvar och volter som utförs desto högre svårighetsgrad. I utförande tittar man t.ex. på om benen hålls ihop och hur landningen blev. Utförandet av själva hoppet bedöms ifrån 10.0 och sedan läggs svårighetspoängen till för att ge en gemensam slutpoäng.
Ifall en gymnast avbryter ansatsen får han/hon ett nytt försök. För herrarna gäller då att man bara får påbörja sin ansats där man avbröt medan damerna får starta om från början. 
Hoppbordet är 125 cm högt för kvinnor och 135 cm för män. För ansatsen springer man på en matta, kallad löpvåd, som är cirka 24 meter lång och cirka en meter bred och oftast cirka fem centimeter tjock och väldigt mjuk. 